# 涼宮春日的結集 ～動畫「涼宮春日的憂鬱」劇中歌集～
《涼宮春日的結集 ～動畫「涼宮春日的憂鬱」劇中歌集～》（涼宮ハルヒの詰合 〜TVアニメ「涼宮ハルヒの憂鬱」劇中歌集シングル〜）是動畫「涼宮春日的憂鬱」中的插曲合集。

## 收錄曲
1. God knows...
作詞：畑亞貴，作曲・編曲：神前曉
2. Lost my music
作詞：畑亞貴，作曲・編曲：神前曉
3. 戀愛實玖瑠傳說（恋のミクル伝説）
作詞：涼宮春日，作曲・編曲：涼宮春日[註 1]

## 各曲概要

### 「God knows...」/「Lost my music」
這兩首曲目在『涼宮春日的憂鬱』第12話「Live Alive」中、作為涼宮春日在劇中實際演唱的歌曲而被使用。在這張CD發售後，成為了躍升公信榜上位的契機。兩者也都是快節奏的搖滾歌曲。西川進（吉他手）、種子田健（貝斯手）、小田原豊（鼓手）也參與了這兩首曲目。劇中的涼宮春日是獨唱、CD版則加入了和聲。
劇中本來應該是由ENOZ在北高祭上演出，但由於ENOZ的vocal以及吉他手由於生病以及受傷的緣故無法出場，所以之後由春日代班演出。
並且，「God knows...」在PS3和PSP遊戲『涼宮春日的追憶』的限定版映像特典以CG的形式重現該次live演出。

### 戀愛實玖瑠傳說
這一首曲是「涼宮春日的憂鬱」第1話「朝比奈實玖瑠的冒險 Episode00」的主題曲。

## 外部連結
- （日語） 涼宮春日的結集 （页面存档备份，存于） - Lantis